# Мурильо, Джейсон
Джейсон Фабиан Мурильо Серон (исп. Jeison Fabián Murillo Cerón; род. 27 мая 1992, Кали, Колумбия) — колумбийский футболист, защитник клуба «Сампдория» и сборной Колумбии.

## Клубная карьера
Мурильо — воспитанник клуба «Депортиво Кали». В 2010 году его заметили скауты итальянского «Удинезе». Для получения игровой практики он был отправлен в испанскую «Гранаду» на правах аренды. Первый год Джейсон выступал за дубль нового клуба. В 2011 году Мурильо был выкуплен «Гранадой» и сразу же отдан в аренду в «Кадис». 30 октября в матче против «Мелильи» он дебютировал в Сегунде B. 6 ноября в поединке против «Бадахоса» Джейсон забил свой первый гол за «Кадис».
Летом 2012 года Мурильо на правах аренды перешёл в «Лас-Пальмас». 19 августа в матче против «Расинга» из Сантандера он дебютировал в Сегунде. 24 февраля 2013 года в поединке против «Вильярреала» Джейсон забил свой первый гол за «Лас-Пальмас».
Летом Мурильо вернулся в «Гранаду». 18 августа в матче против «Осасуны» он дебютировал в Ла Лиге. 10 января 2014 года в поединке против «Райо Вальекано» Джейсон забил свой первый гол за «Гранаду». В феврале 2015 года Мурильо подписал пятилетний контракт с миланским «Интером», который начал действовать с лета. Сумма трансфера составила 8 млн евро. 23 августа в матче против «Аталанты» он дебютировал в итальянской Серии А. 22 ноября в поединке против «Фрозиноне» Джейсон забил свой первый гол за «Интер».
18 августа 2017 года было объявлено, что Мурильо на правах аренды перешел в «Валенсию» сроком на два сезона. Соглашение между клубами предусматривает возможность выкупа игрока. 27 августа в матче против мадридского «Реала» он дебютировал за новую команду.
В декабре 2018 года перешёл на правах аренды в «Барселону». Стоимость аренды до конца сезона 2018/19 составляет 2 млн евро. Соглашение также предусматривает право выкупа за 25 млн евро.

## Международная карьера
В 2009 году Мурильо с составе юношеской сборной Колумбии принял участие в юношеском чемпионате мира в Нигерии. На турнире он сыграл в матчах против команд Нидерландов, Ирана, Гамбии, Аргентины, Турции и Швейцарии.
В 2011 году Джейсон в составе молодёжной сборной Колумбии принял участие в домашнем молодёжном чемпионате мира. На турнире он сыграл в матчах против команд Франции, Мали, Южной Кореи и Коста-Рики.
11 октября 2014 года в товарищеском матче против сборной Сальвадора Джейсон дебютировал в составе сборной Колумбии.
В 2015 году в составе сборной Мурильо во первый раз принял участие в Кубке Америки в Чили. На турнире он сыграл в матчах против сборных Венесуэлы, Бразилии, Перу и Аргентины. В поединке против бразильцев Джейсон забил свой первый гол за национальную команду.
Летом 2016 года Мурильо во второй раз принял участие в Кубке Америки в США. На турнире он сыграл в матчах против команд Парагвая, Перу, Чили и дважды США.

### Голы за сборную Колумбии
| #   | Дата         | Место                                      | Противник | Счёт | Результат | Соревнование       |
| --- | ------------ | ------------------------------------------ | --------- | ---- | --------- | ------------------ |
| 01. | 17 июня 2015 | Монументаль Давид Арельяно, Сантьяго, Чили | Бразилия  | 0:1  | 0:1       | Кубок Америки 2015 |

## Достижения
- Бронзовый призёр Кубка Америки: 2016
- Обладатель Кубка Испании: 2018/19